# عرن تحت الظفر
عرن تحت الظفر (بالإنجليزية:Subungual exostosis) «الجمع: أعران» وهي عبارة عن بروزات عظمية تنشأ من السطح الخارجي للسلامية القاصية وبخاصة سلامية إبهام القدم القاصية.

## العلامات
تكون تلك الأعران مؤلمة نتيجة الضغط الواقع على كلا من سرير وصحيفة الظفر وقد تؤدي إلى تدمير سرير الظفر. لا تعتبر تلك الآفات أورام عظمية غضروفية حقيقية ولكنها تعتبر حؤول غضروفي تفاعلي. سبب ظهورها على السطح الظاهري هو أن السمحاق يكون مرتخي جداً على عكس السطح الباطني الذي يكون فيه السمحاق ملتصق بشدة.
تختلف الأعران تحت الظفر تماماً عن الورم العظمي الغضروفي تحت الظفر.

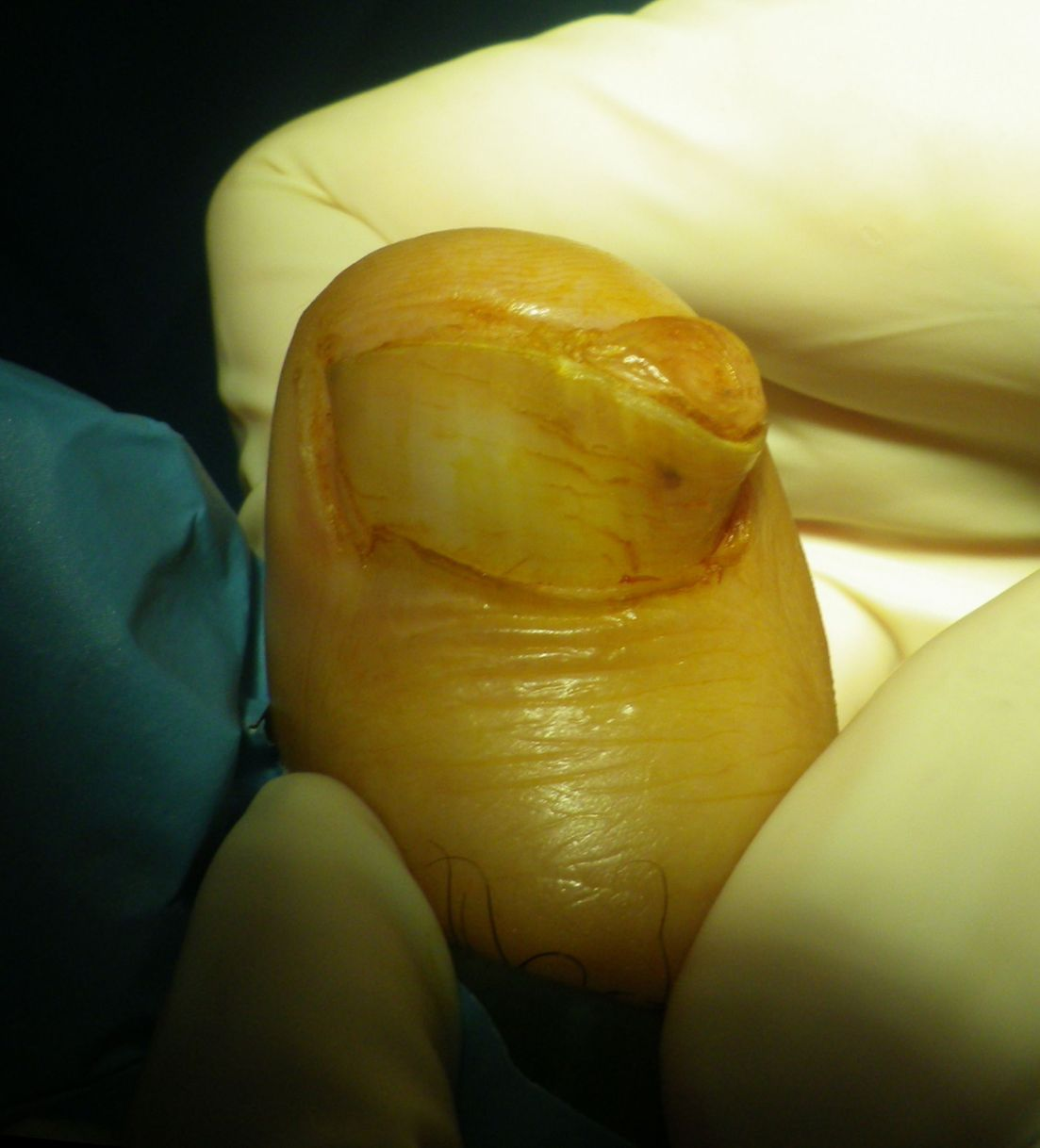
عرن تحت الظفر (1/3)، في صبي يبلغ من العمر 15 عاماً.
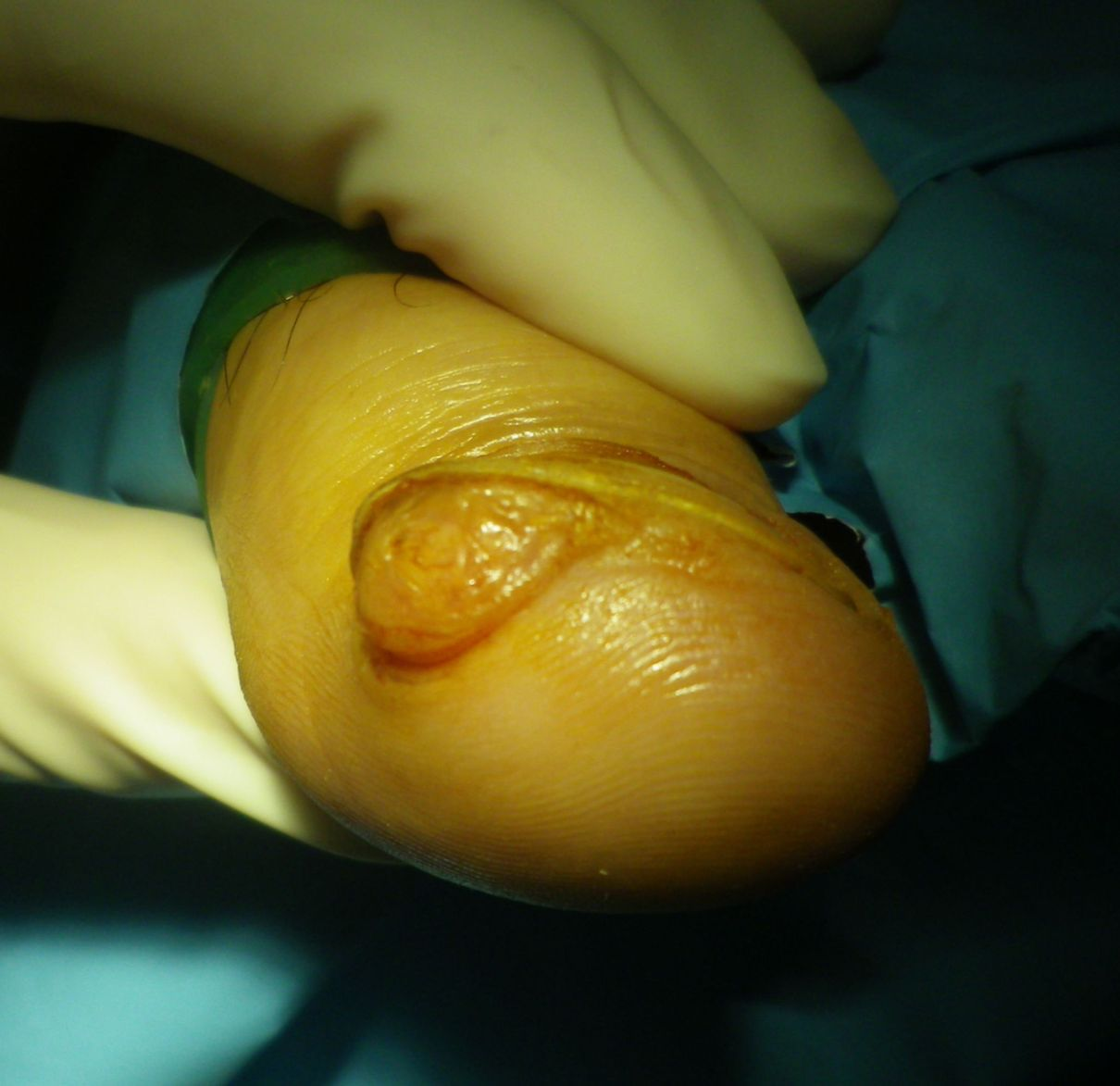
Subungual exostosis (2/3)
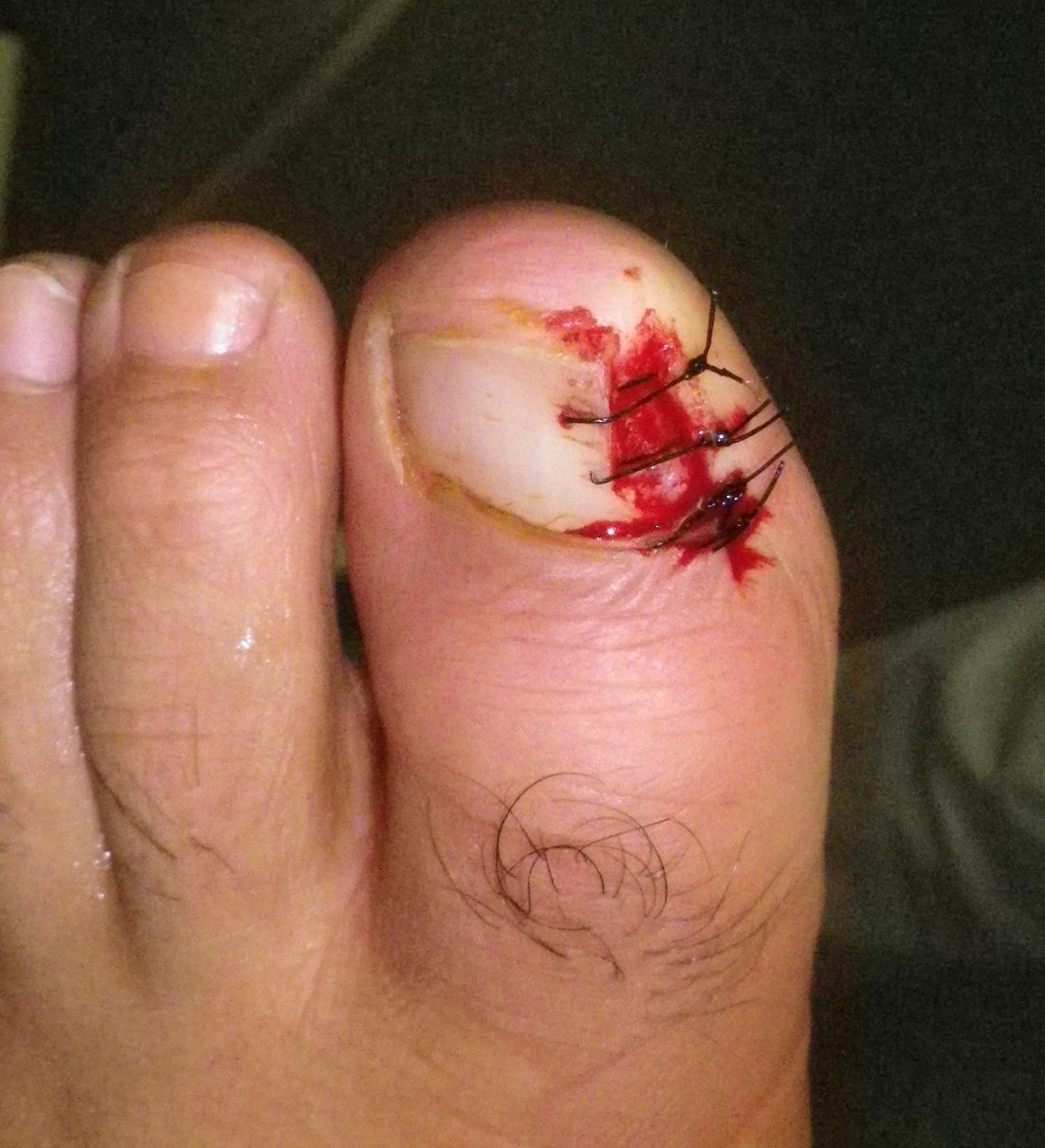
عرن تحت الظفر (3/3)، بعد الاستئصال.

## العلاج
الاستئصال الجراحي شائع جداً ويعتبر أحد الخيارات العلاجية الفعالة للغاية.